# Bagnols (Rodano)
Bagnols è un comune francese di 752 abitanti situato nel dipartimento del Rodano della regione Alvernia-Rodano-Alpi.

## Storia

### Simboli
Lo stemma del comune riprende quello della famiglia de Balsac (o de Balzac) (d'azzurro, a tre crocette in decusse d'argento; al capo d'oro, caricato di tre crocette in decusse d'azzurro) brisato da una stella di rosso che deriva dal blasone della famiglia Dugué, signori di Bagnols, (d'azzurro, allo scaglione accompagnato da tre stelle di cinque raggi, quella in punta sormontata da una corona ducale, il tutto d'oro).

## Società

### Evoluzione demografica
Abitanti censiti